# Varese (Sõmerpalu)
Varese – wieś w Estonii, w prowincji Võru, w gminie Sõmerpalu.